# Tadatoshi Akiba

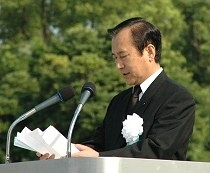
Bürgermeister Tadatoshi Akiba beim Verlesen seiner Friedenserklärung im Friedenspark Hiroshima am 6. August 2005.

Tadatoshi Akiba (jap. 秋葉 忠利, Akiba Tadatoshi; * 3. November 1942) ist ein japanischer Politiker und war von Februar 1999 bis April 2011 Bürgermeister von Hiroshima.

## Leben

### Ausbildung und Lehrtätigkeit
Akiba studierte an der Universität Tokyo Mathematik, erhielt 1966 seinen Bachelor of Science, sowie 1968 seinen Master of Science. Im Anschluss setzte er sein Studium an der Massachusetts Institute of Technology fort, wo er 1970 bei John Willard Milnor promovierte und seinen Ph. D. erhielt. Danach übte Akiba seine Lehrtätigkeit an verschiedenen Universitäten, unter anderem an der Stony Brook University in New York, an der Tufts University in Medford, Massachusetts und von 1986 bis 1997 an der Shūdō-Universität Hiroshima aus.

### Politische Karriere und Einsatz für den Frieden
Bei der Unterhauswahl 1990 wurde Akiba im damaligen Wahlkreis 1 (3 Sitze) der Präfektur Hiroshima, zu dem insbesondere die Stadt Hiroshima (ohne Bezirk Aki) gehörte, mit dem höchsten Stimmenanteil vor den Liberaldemokraten Fumitake Kishida und Toshinobu Awaya für die Sozialistische Partei Japans erstmals in das japanische Unterhaus gewählt, dessen Mitglied er bis 1999 blieb. 1999 wurde er zum Bürgermeister von Hiroshima gewählt. Als Bürgermeister unterstützte er die Mayors for Peace und fungierte während seiner Amtszeit als Präsident der Organisation. Februar 2003 sowie April 2007 erfolgte seine Wiederwahl zum Bürgermeister. Bei den Bürgermeisterwahlen im April 2011 verzichtete Akiba auf eine erneute Kandidatur und trat nicht mehr an. Neuer Bürgermeister wurde Kazumi Matsui.
Im Jahr 2010 wurde ihm der Ramon-Magsaysay-Preis für seine Bemühungen um eine nukleare Abrüstung verliehen. Bereits 2007 war ihm der Nuclear-Free Future Award der in München ansässigen Franz-Moll-Stiftung verliehen worden. Zudem ist er Ehrenbürger von mehr als einem dutzend Städte weltweit.
Akiba ist verheiratet und hat drei Söhne.

## Auszeichnungen
- 2004: World Citizenship Award der Nuclear Age Peace Foundation
- 2005: Global Peace Award der Global Nonviolence Conference
- 2005: International Peacemaker Award der Louisville Interfaith Paths to Peace
- 2006: Sean MacBride Peace Prize des International Peace Bureau
- 2006: Calgary Peace Prize der University of Calgary
- 2007: Nuclear-Free Future Award der Franz-Moll-Stiftung in der Kategorie Lösungen
- 2010: Order of Rubén Darío der Republik Nicaragua
- 2010: Ramon-Magsaysay-Preis
- 2012: Otto-Hahn-Friedensmedaille in Gold der Deutschen Gesellschaft für die Vereinten Nationen (DGVN), LV Berlin-Brandenburg -  „für herausragende Verdienste um Frieden und Völkerverständigung, insbesondere für seinen unermüdlichen Einsatz für die weltweite nukleare Abrüstung und der damit verbundenen Politik der Entspannung und Versöhnung“ . (Die Verleihung fand am 16. April 2013 in Berlin statt).

## Veröffentlichungen
- 1984: Computers with Faces
- 1986: The Pearl and the Cherry Tree
- 1988: The Spirit of Hiroshima, the Spirit of Humanity
- 1989: Ways of Working Together with Americans
- 2004: Conciliation instead of Retaliation
- 2006: Hiroshima: A Thriving City